# Bug (Weißdorf)
Bugist ein Gemeindeteil der Gemeinde Weißdorf im Landkreis Hof (Oberfranken, Bayern). Die Gemarkung Bug hat eine Fläche von 2,620 km². Sie ist in 238 Flurstücke aufgeteilt, die eine durchschnittliche Fläche von 11007,53 m² haben. In ihr liegen neben dem namensgebenden Ort die Gemeindeteile Oppenroth und  Schäferei.

## Geografie
Das Dorf liegt rechts der Sächsischen Saale. Im Norden erhebt sich der Bugberg (586 m ü. NHN). Eine Gemeindeverbindungsstraße verläuft in beiden Richtungen zur Bundesstraße 289, die den Ort östlich tangiert und nach Weißdorf (1,1 km südlich) bzw. nach Seulbitz verläuft (2,3 km nordöstlich). Anliegerwege führen zu den beiden Anwesen von Bugeinzel (0,2 km westlich bzw. 0,5 km nordwestlich). Ein Wirtschaftsweg führt nach Schäferei (0,8 km nördlich).

## Geschichte
Bug hatte mehrere wehrhafte Ansitze, die Burg Bug, die Turmhügelburg Hinterer Buberg auf dem Buberg und das Rittergut Bug, wo der Chemiker Johann Wolfgang Döbereiner aufwuchs, bei dem Johann Wolfgang von Goethe sich über Elemente und deren Eigenschaften belehren ließ. In Bug existierte eine Getreide- und Schneidmühle aus dem 18. Jahrhundert, die 1956 abbrannte.
Gegen Ende des 18. Jahrhunderts bestand Bug aus 13 Anwesen. Die Hochgerichtsbarkeit stand dem bayreuthischen Stadtrichteramt Münchberg zu. Die Dorf- und Gemeindeherrschaft rechts der Saale hatte das vogtländische Rittergut Bug, links der Saale gehörten die Anwesen (=2 Höfe des Kastenamts Münchberg) zur Realgemeinde Wulmersreuth. Diese wurden auch Bugeinzel genannt. Grundherren waren das Kastenamt Münchberg (2 Höfe) und das Rittergut Bug (1 Hofmarkschloss, 1 Sölde, 1 Mühlengut, 7 Tropfhäuser, 2 halbe Tropfhäuser).
Von 1797 bis 1810 unterstand Bug dem Justiz- und Kammeramt Münchberg. Nachdem im Jahr 1810 das Königreich Bayern das Fürstentum Hof käuflich erworben hatte, wurde der Ort bayerisch. Infolge des Ersten Gemeindeedikts wurde Bug dem 1812 gebildeten Steuerdistrikt Weißdorf und der zugleich entstandenen  Ruralgemeinde Weißdorf zugewiesen. 1827 wurde die Ruralgemeinde Bug gebildet, zu der Bugeinzel, Oppenroth und Schäferei gehörten. Sie war in Verwaltung und Gerichtsbarkeit dem Landgericht Münchberg zugeordnet und in der Finanzverwaltung dem Rentamt Münchberg (1919 in Finanzamt Münchberg umbenannt). In der freiwilligen Gerichtsbarkeit unterstanden die Anwesen dem Patrimonialgericht Bug. Ab 1862 gehörte Bug zum Bezirksamt Münchberg. Die Gerichtsbarkeit blieb beim Landgericht Münchberg (1879 in Amtsgericht Münchberg umgewandelt). Die Gemeinde Bug hatte 1928 eine Gebietsfläche von 2,620 km². 1938 kam die Gemeinde wieder zu Weißdorf.

### Baudenkmäler
- Bugbergstraße 17: Ehemaliges Schlossgut[13]

### Einwohnerentwicklung
Gemeinde Bug
| Jahr      | 1840   | 1852   | 1855   | 1861   | 1867   | 1871   | 1875   | 1880   | 1885   | 1890   | 1895   | 1900   | 1905   | 1910   | 1919   | 1925   | 1933   |
| Einwohner | 220    | 234    | 214    | 222    | 213    | 229    | 216    | 204    | 211    | 210    | 175    | 165    | 164    | 136    | 122    | 136    | 126    |
| Häuser    |        |        |        |        |        | 31     |        |        | 31     | 29     |        | 29     |        |        |        | 28     |        |
| Quelle    | [ 15 ] | [ 15 ] | [ 15 ] | [ 16 ] | [ 17 ] | [ 18 ] | [ 19 ] | [ 20 ] | [ 21 ] | [ 22 ] | [ 15 ] | [ 23 ] | [ 15 ] | [ 24 ] | [ 15 ] | [ 10 ] | [ 15 ] |

Ort Bug
| Jahr      | 1800   | 1812  | 1819   | 1861   | 1871   | 1885   | 1900   | 1925   | 1950   | 1961   | 1970   | 1987  |
| Einwohner | 45     | 107   | *110   | *144   | 153    | 158    | 111    | 91     | 101    | 138    | 115    | 169   |
| Häuser    | 10     | 16    |        |        |        | 21     | 19     | 18     | 28     | 27     |        | 50    |
| Quelle    | [ 25 ] | [ 9 ] | [ 26 ] | [ 16 ] | [ 18 ] | [ 21 ] | [ 23 ] | [ 10 ] | [ 27 ] | [ 28 ] | [ 29 ] | [ 1 ] |

## Religion
Bug ist bis heute nach St. Maria (Weißdorf) gepfarrt und seit der Reformation evangelisch-lutherisch geprägt.